# Fiat Albea
O Albea é um sedan compacto da Fiat, produzido na Turquia, Rússia e na China. É similar ao Fiat Siena produzido no Brasil e na Argentina, porém sua distância entre-eixos é maior em relação ao Siena, sendo equivalente ao do Fiat Palio Weekend. Seu porta-malas também é maior, e estilisticamente, o detalhe mais perceptível são suas lanternas traseiras (diferentes se comparadas às do Siena).
É o único variante da família Palio que não foi vendido no Brasil.
O nome do Albea foi usado no Siena no México, substituindo o antigo Palio Sedan.

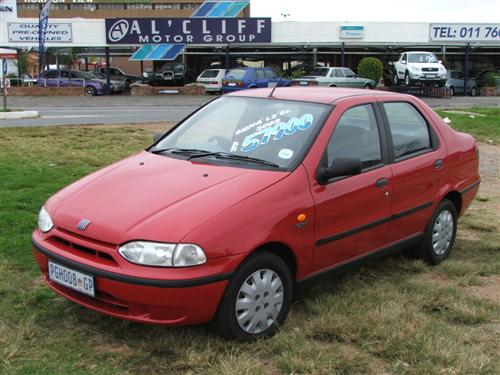
O Siena, uma versão bem similar ao Albea, vendido e fabricado no Brasil e na Argentina.

O Albea foi desenhado pelo designer italiano Giorgetto Giugiaro. Ele tem um design semelhante ao de seu equivalente sul-americano, o Siena, mas com uma distância entre eixos mais longa. A extensão é visível em um segmento um pouco estendido entre a borda de fuga das portas traseiras e a casa do leme traseira.
Uma versão facelifted está disponível desde fevereiro de 2005, dois meses antes do Palio passar por um restyling semelhante. Esta versão tem uma nova extremidade dianteira, sem frisos do pára-choque e um emblema "Fiat" redondo na parte superior central da tampa do porta-malas.
De 2006 a 2011, o Albea foi montado a partir de kits desmontáveis completos na Rússia, em Naberezhnye Chelny, na fábrica da Fiat-Sollers. O carro estava disponível na Rússia apenas com motor a gasolina de 1.4 litros.
A produção na Turquia terminou em 2012, encerrando por completo a produção da versão europeia do Palio.

## Avaliação de segurança
O Albea foi testado pela ARCAP, de acordo com os regulamentos mais recentes do EuroNCAP. Ele marcou 8,5 pontos no teste de colisão frontal, o equivalente a três estrelas nos testes EuroNCAP. O veículo testado foi equipado com airbag padrão do motorista e cintos de segurança normais.
O Fiat Perla, uma versão chinesa do Albea, foi testado na China pelo China-NCAP em três testes diferentes: um teste de colisão frontal 100% com uma parede (semelhante ao teste NTHSA dos EUA), um teste de deslocamento de 40% (semelhante ao teste EuroNCAP) e um teste de colisão lateral semelhante ao EuroNCAP.
O Perla marcou 8,06 pontos no teste de colisão 100% frontal, equivalente a três estrelas, 12,02 pontos no teste de colisão com deslocamento de 40%, equivalente a quatro estrelas, e 10,96 pontos no teste de colisão lateral, equivalente a três estrelas, com um resultado médio de 31 pontos e três estrelas. O veículo testado foi equipado com airbag padrão para motorista e passageiro, e cintos de segurança regulares. 

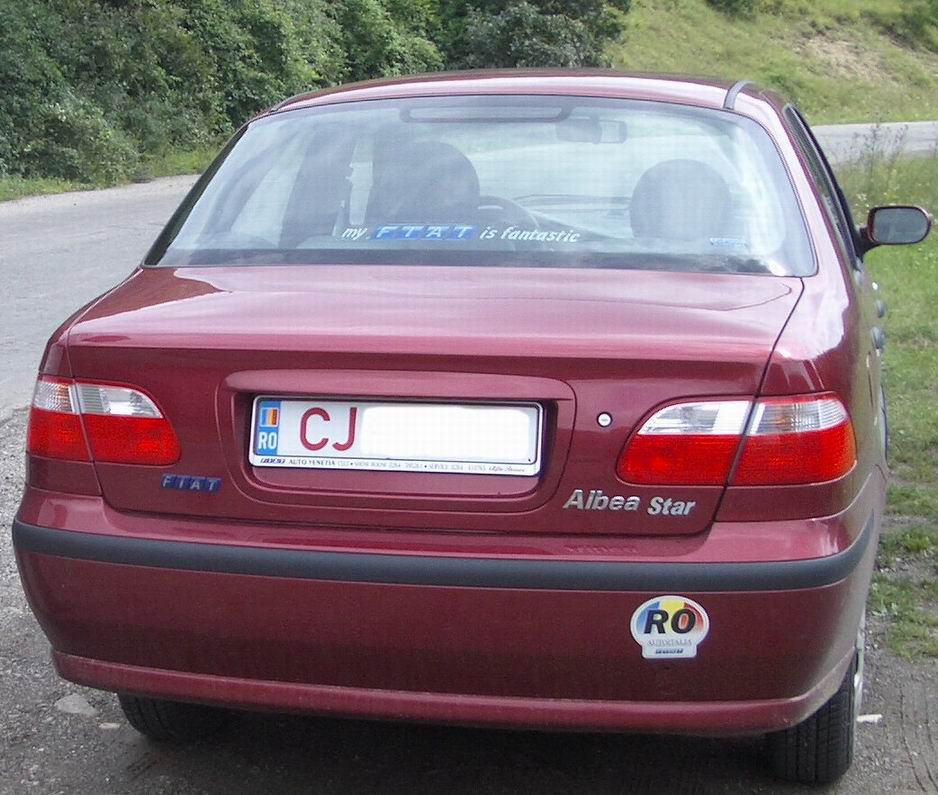
A traseira do Fiat Albea.